# Heterodoxy (grup)
Heterodoxy va ser el nom adoptat per un grup de debat feminista al Greenwich Village a principis del segle xx. Va ser notable per proporcionar un fòrum per al desenvolupament de concepcions més radicals del feminisme que el sufragi i els moviments del clubs femenins de l'època. Heterodòxia va ser fundat el 1912 per Marie Jenney Howe, que va especificar només un requisit per a la pertinença: que la sol·licitant "no sigui ortodoxa segons la seva opinió".
El club que va començar amb 25 membres, es reunia cada dues setmanes els dissabtes. El club va ser dissolt a la dècada de 1940. Les membres del grup, que tenien tenir diverses visions polítiques, es referien a si mateixes com "Heterodites". La membresia també va incloure dones bisexuals i lesbianes, a més d'heterosexuals. El grup es va considerar important en els orígens del feminisme nord-americà.
Entre les membres notables es trobaven Sara Josephine Baker, Agnes de Mille, Elsie Clews Parsons, Susan Glaspell, Charlotte Perkins Gilman, Margaret Wycherly i Ida Rauh. Les heterodites Alice Kimball, Alison Turnbull Hopkins, Doris Stevens i Paula Jakobi van ser arrestades en 1917 i 1918 per les protestes pel sufragi femení i van dedicar el seu temps a Occoquan Workhouse, a la presó o a les sales psiquiàtriques de la presó.
Les reunions d'heterodòxia van ser valuoses fonts d'informació sobre les lluites pels drets de les dones per a les seves membres. Moltes no membres van dirigir-se al grup, incloent Helen Keller, Margaret Sanger, Emma Goldman i Amy Lowell.
Les membres d'Heterodoxy vivien principalment a Greenwich Village, Harlem i Lower East Side. Mentre que algunes heterodites eren famoses per dret propi, poc se'n sap de moltes d'altres.